# Limnophila nocticolor
Limnophila nocticolor är en tvåvingeart som beskrevs av Alexander 1929. Limnophila nocticolor ingår i släktet Limnophila och familjen småharkrankar. Inga underarter finns listade i Catalogue of Life.